# Kevin Van der Perren

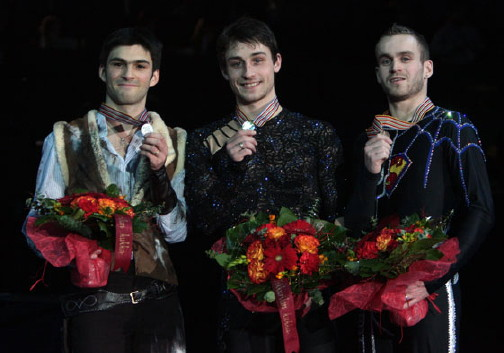
Van der Perren és a többi érmes a 2009-es Európa-bajnokságon

Kevin Van der Perren (Ninove, 1982. augusztus 6. –) hétszeres belga bajnok, és kétszeres európa-bajnoki bronzérmes belga műkorcsolyázó.  A 2006-os és a 2010-es téli olimpia nyitóünnepségén is a belgák zászlóvivője volt. 2008. május 17-én kötött házasságot Jenna McCorkell brit műkorcsolyázónővel.

## Pályafutása
Kevin Van der Perren akkor álmodozott először arról, hogy műkorcsolyázó lesz, mikor egy utazó jégtánc társulat a városukban fellépett. A szülei azonban azt szerették volna, ha labdarúgó lesz, de ő nem adta fel az álmait.
Van der Perren kétszeres junior világbajnoki ezüstérmes. A 2006-os olimpia után elszenvedett csipő sérülés miatt vissza kellett lépnie a 2006-os Világbajnokságtól.
A 2007-es és a 2009-es Európa-bajnokságon is bronzérmes lett. Ezzel az eredménnyel ő az első belga sportoló, aki 1947-óta érmet tudott nyerni műkorcsolyázásban.
Van der Perren a 2012-es Világbajnokság után visszavonult és jelenleg edzőként dolgozik.

## Különlegesség
A 2002-es Junior Világbajnokságon (ahol ezüstérmes lett), ő volt az első korcsolyázó, aki egy hármas kombinációjú ugrást mutatott be, amely tripla salchow - tripla toe loop - tripla loop-ból állt. Ezt a kombinációt a 2003-2004-es szezon végéig ugrotta. A 2005-ös Világbajnokságon a szabadprogramjába egy tripla flip - tripla toe loop - tripla loop kombinációt mutatott be, habár az utolsó ugrásban letette a kezét.
Van der Perren az első belga korcsolyázó, aki négy fordulatos ugrást (toe-loop) hajtott végre versenyen.

## Programja
| Szezon    | Rövid program                                    | Szabad program                                                                          | Gála                                                        |
| --------- | ------------------------------------------------ | --------------------------------------------------------------------------------------- | ----------------------------------------------------------- |
| 2011–2012 | Quidam from "Cirque du Soleil"                   | A vasálarcos (filmzene) by Nick Glennie-Smith                                           |                                                             |
| 2010–2011 | Art of War Vanessa Mae                           | A múmia Jerry Goldsmith                                                                 | Fairytale Alexander Rybak                                   |
| 2009–2010 | Éj a kopár hegyen Modeszt Petrovics Muszorgszkij | A Karib-tenger kalózai: Holtak kincse Hans Zimmer Reflections of Earth Gavin Greenaway  |                                                             |
| 2008–2009 | Éj a kopár hegyen Modeszt Petrovics Muszorgszkij | Heroes Safri Duo                                                                        | Heroes Safri Duo                                            |
| 2007–2008 | Heartbeat Safri Duo Xotica Rene Dupere           | Heroes Safri Duo Arábiai Lawrence Maurice Jarre                                         |                                                             |
| 2006–2007 | Adagio in G minor Tomaso Albinoni                | Reflections of Earth Gavin Greenaway A Karib-tenger kalózai Klaus Badelt és Hans Zimmer | Roxanne - Moulin Rouge! Mariano Mores előadja Ewan McGregor |
| 2005–2006 | Computer Game:Samba-Adagio Safri Duo             | A Karib-tenger kalózai Klaus Badelt és Hans Zimmer                                      | Fever & Sway Michael Bublé                                  |

## Eredményei

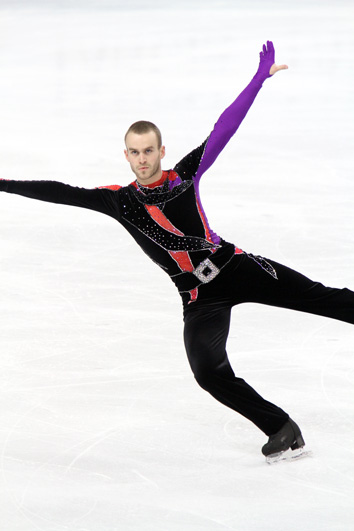
Van der Perren a 2010-es Világbajnokságon

### 2004 óta
| Esemény                | 2004–2005 | 2005–2006 | 2006–2007 | 2007–2008 | 2008–2009 | 2009–2010 | 2010–2011 | 2011–2012 |
| ---------------------- | --------- | --------- | --------- | --------- | --------- | --------- | --------- | --------- |
| Téli olimpiai Játékok  |           | 9.        |           |           |           | 17.       |           |           |
| Világbajnokság         | 8.        |           |           | 6.        | 14.       | 8.        | 17th      |           |
| Európa-bajnokság       | 6.        | 7.        | 3.        | 5.        | 3.        | 11.       | 4.        | WD        |
| Belga bajnokság        |           |           | 1.        |           |           |           | 1.        |           |
| Grand Prix Döntő       |           |           |           | 6.        |           |           |           |           |
| Cup of Russia          |           |           |           |           | 6.        | 5.        |           |           |
| Skate Canada           | 5.        |           |           | 2.        |           | 11.       |           | 8.        |
| Trophee Eric Bompard   |           |           |           | 4.        |           |           |           |           |
| Skate America          |           | 4.        | 4.        |           |           |           | 6.        | 2.        |
| NHK Trophy             |           | 5.        | 6.        |           |           |           | 8.        |           |
| Finlandia Trophy       |           |           |           | 3.        | WD        | 12.       |           |           |
| Ondrej Nepela Memorial | 2.        | 2.        |           | 1.        |           |           |           | 2.        |
| Nebelhorn Trophy       |           |           |           |           | WD        |           | 5.        |           |
| NRW Trophy             |           |           |           |           | 1.        | 3.        |           |           |

### 2004 előtt
| Esemény                                    | 1998–1999 | 1999–2000 | 2000–2001 | 2001–2002 | 2002–2003 | 2003–2004 |
| ------------------------------------------ | --------- | --------- | --------- | --------- | --------- | --------- |
| Téli olimpiai Játékok                      |           |           |           | 12.       |           |           |
| Világbajnokság                             |           | 31.       | 33.       | 14.       | 19.       | 14.       |
| Europa-bajnokság                           |           | 28.       | 23.       | 13.       | 10.       | 11.       |
| Junior Világbajnokság                      |           | 26.       | 16.       | 2.        |           |           |
| Belga bajnokság                            | 2.        | 1.        | 1.        | 1.        | 1.        | 1.        |
| Grand Prix Döntő                           |           |           |           |           |           | 4.        |
| Trophee Eric Bompard                       |           |           |           |           |           | 2.        |
| Skate Canada                               |           |           |           |           |           | 5.        |
| Ondrej Nepela Memorial                     |           |           | 6.        | 9.        |           | 4.        |
| Finlandia Trophy                           |           |           |           |           | 4.        |           |
| Golden Spin of Zagreb                      |           |           |           | 2.        |           |           |
| Nebelhorn Trophy                           |           |           | 15.       |           |           |           |
| 2001–2002 ISU Junior Grand PrixDöntő       |           |           |           | 3.        |           |           |
| ISU Junior Grand Prix Hollandia            |           | 13.       |           | 1.        |           |           |
| 2001–2002 ISU Junior Grand Prix Csehország |           |           |           | 2.        |           |           |
| 2000–2001 ISU Junior Grand Prix Norvégia   |           |           | 11.       |           |           |           |
| 1999–2000 ISU Junior Grand Prix Japán      |           | 14.       |           |           |           |           |
| Gardena Spring Trophy                      | 9.        |           |           |           |           |           |